# Grand Prix Australii 2009
Grand Prix Australii 2009 (oryg. LXXIV ING Australian Grand Prix) – pierwsza runda Mistrzostw Świata Formuły 1 w sezonie 2009. Grand Prix odbyło się w dniach 27–29 marca 2009 na torze Albert Park Circuit w Melbourne w Australii. 
Wyścig składający się z 58 okrążeń zdominowali kierowcy zespołu Brawn GP. Zwycięzcą został Jenson Button (po uprzednim zdobyciu pole position) przed Rubensem Barrichello. Dla Brytyjczyka było to drugie zwycięstwo w Formule 1. Podium uzupełnił Jarno Trulli z Toyoty. Pierwotnie Włochowi doliczono 25 sekund kary za wyprzedzanie podczas okresu neutralizacji, wobec czego spadł na dwunaste miejsce, a na podium awansował Lewis Hamilton z ekipy McLaren. Jednak cztery dni później, FIA postanowiła przywrócić trzecie miejsce włoskiemu kierowcy, dyskwalifikując Brytyjczyka za celowe wprowadzenie sędziów w błąd. Najszybsze okrążenie wykonał Nico Rosberg z zespołu Williams.
Brawn GP stał się pierwszym konstruktorem od Grand Prix Francji 1954 od czasów zespołu Mercedes-Benz, który w debiucie zdobył pole position, a następnie wygrał wyścig. Był to także drugi wyścig (po Grand Prix Kanady 1999), który zakończył się za samochodem bezpieczeństwa. Powodem była kolizja Sebastiana Vettela (Red Bull Racing) z Robertem Kubicą (BMW Sauber) na 56. okrążeniu.

## Tło
Grand Prix Australii 2009 było 25. edycją tego Grand Prix, 14. rozgrywaną na torze Albert Park Circuit i 804. w historii Formuły 1.

### Zmiany w regulaminie
W trakcie sezonu 2008, zespoły Formuły 1 postanowiły o wprowadzeniu systemu KERS wraz z początkiem sezonu 2009, choć w trakcie Grand Prix Hiszpanii 2008 rozmawiano o możliwości późniejszego jego wprowadzenia. KERS czyli system odzyskiwania energii kinetycznej miało odzyskiwać energię, która jest wytwarzana podczas hamowania. Zmagazynowana energia udostępniona była kierowcy poprzez odpowiedni przycisk na kierownicy. Moc systemu oscylowała wokół 80 KM, natomiast jej dostępność wynosiła siedem sekund. W trakcie Grand Prix, z systemu korzystali Felipe Massa, Kimi Räikkönen (obaj Ferrari), Lewis Hamilton, Heikki Kovalainen (obaj McLaren), Fernando Alonso, Nelson Piquet Jr. (obaj Renault) i Nick Heidfeld z BMW Sauber. 
Największa zmiana zaszła w aerodynamice. Docisk samochodów został dramatycznie zredukowany, rezygnując z wszystkich dodatków aerodynamicznych, wykorzystywanych przez większość ekip w sezonie 2008. Przednie skrzydło zostało obniżone ze 150 mm do 75 mm i poszerzone z 1400 mm do 1800 mm. Dodatkowo także posiadało ruchome płaty. Kierowcy mogli dwukrotnie dokonywać zmian kąta nachylenia na jednym okrążeniu, w zakresie 6 stopni. Natomiast tylne skrzydło zostało powiększone do 150 mm i zwężone z 1000 do 750 mm. Dyfuzor w samochodach został przesunięty do tyłu i wydłużony, a jego wysokość została zwiększona. Ta zmiana miała zredukować możliwości generowania docisku.
Po raz pierwszy od sezonu 1998, wszystkie zespoły zostały wyposażone w opony typu slick, zastępując opony rowkowane. 

### Zmiany w zespołach
Z końcem sezonu 2008, z rywalizacji wycofała się Honda. Powodem zakończenia startów japońskiego producenta była próba "ochraniania swojej głównej działalności gospodarczej" w związku z kryzysem finansowym. Kilka dni przed weekendem wyścigowym w Australii, Ross Brawn postanowił wykupić 100% udziałów w zespole, przemieniając nazwę na Brawn GP. Kierowcami stajni zostali dotychczasowi kierowcy Hondy, Jenson Button i Rubens Barrichello, natomiast samochody Brawn BGP 001 były napędzane silnikami Mercedes.
Force India przed sezonem podpisało umowę z McLarenem i Mercedesem na dostawę silników, skrzyni biegów, systemu KERS i układów hydraulicznych. 
Sebastian Vettel przeszedł z Scuderia Toro Rosso do Red Bull Racing, zastępując Davida Coultharda, który postanowił zakończyć karierę. Miejsce Niemca w juniorskim zespole Red Bulla zajął debiutant Sébastien Buemi. Był to pierwszy szwajcarski kierowca Formuły 1 od Grand Prix Europy 1995, w którym uczestniczył Jean-Denis Délétraz.
Przed wyścigiem, McLaren i Renault chciały zbojkotować inauguracyjną rundę sezonu. Powodem były pieniądze, które miały być wypłacone w zamian za zgodę na podpisanie nowego Concorde Agreement, jednak ostatecznie oba zespoły doszły do porozumienia. W późniejszym czasie, zespoły Ferrari, Renault i Red Bull Racing złożyły protest w sprawie konstrukcji dyfuzora samochodów Brawn BGP 001, Toyota TF109 i Williams FW31 – ich zdaniem był on zbyt wysoki. Protest złożył także BMW Sauber, jednak ze względów technicznych został on odrzucony. Po czterech godzinach prezentacji i dyskusji między przedstawicielami zespołów, sędziowie dopuścili samochody ze spornymi dyfuzorami. Trzy ekipy, które złożyły protest, odwołały się od decyzji sędziów, wobec czego Fédération Internationale de l’Automobile wyznaczyła termin rozpatrzenia apelacji na 14 kwietnia.
Organizatorzy Grand Prix Australii postanowili przesunąć start wyścigu z godziny 15:30 na godzinę 17:00 czasu miejscowego. Wykluczyli jednak możliwość rozegrania wyścigu na Albert Park przy sztucznym oświetleniu.

## Treningi

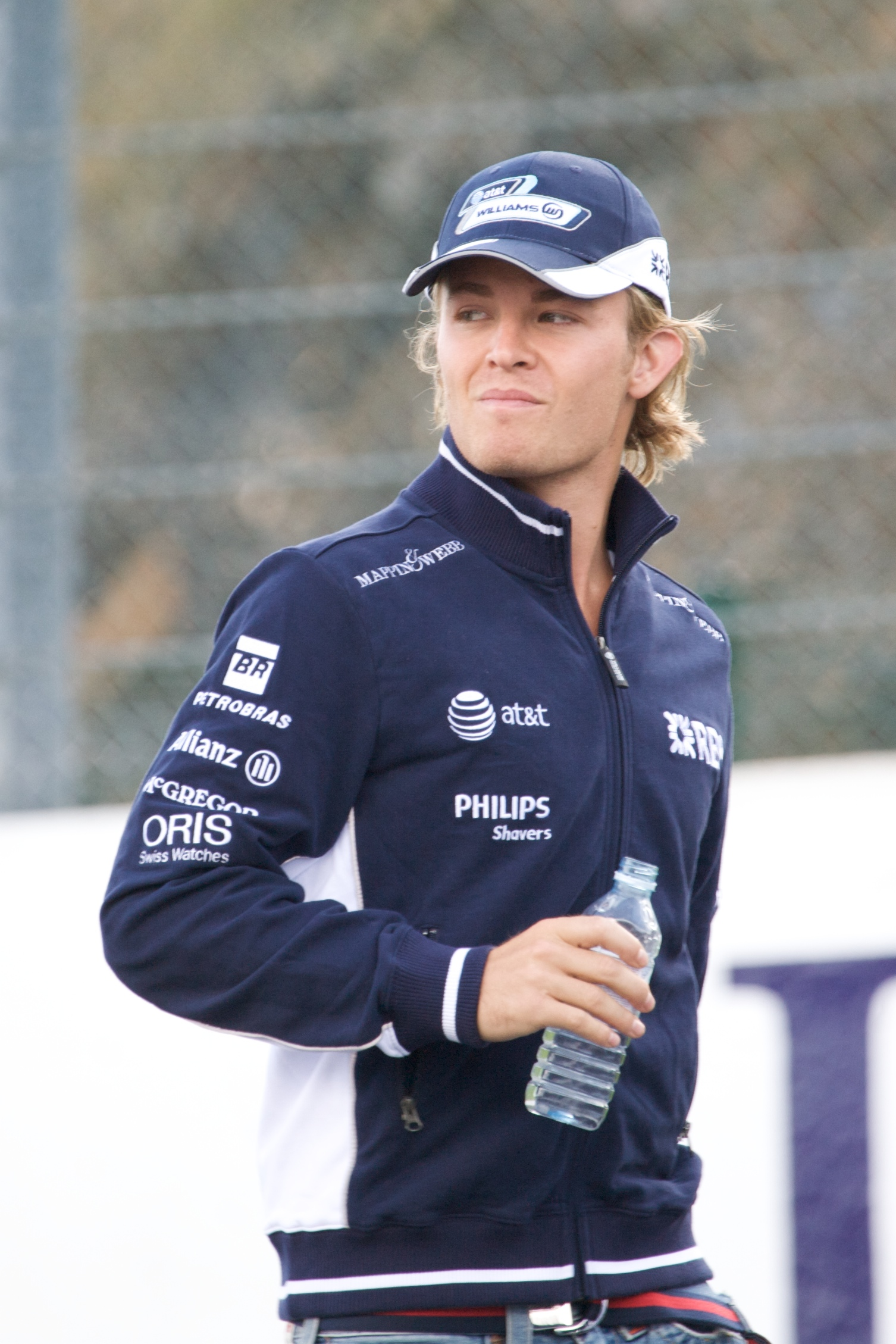
Nico Rosberg, zwycięzca wszystkich sesji treningowych

Przed wyścigiem odbyły się trzy sesje treningowe – pierwsza odbyła się w piątek rano, druga w piątek po południu. Obie sesje trwały po 90 minut. Natomiast trzecia sesja odbyła się w sobotni poranek i trwała godzinę. 
W pierwszej części najlepsi okazali się kierowcy Williamsa, Nico Rosberg i Kazuki Nakajima. Niemiec wykręcił czas 1:26.687 i był lepszy od swojego kolegi zespołowego o zaledwie pięć setnych sekundy. Tuż za Japończykiem znalazł się Kimi Räikkönen, który był wolniejszy od Nakajimy o 0,014 sek. Czwarty był Rubens Barrichello z zespołu Brawn GP, podczas gdy jego kolega zespołowy Jenson Button był szósty. Obu kierowców nowo powstałej stajni rozdzielił Heikki Kovalainen, natomiast jego partner zespołowy i obrońca tytułu Lewis Hamilton został sklasyfikowany dopiero na szesnastej pozycji, ze stratą ponad 2,3 sekund do Rosberga. W pierwszej dziesiątce znaleźli się również Felipe Massa (Ferrari), Timo Glock (Toyota), Adrian Sutil (Force India) i Fernando Alonso (Renault).

Podczas obydwu sesji najlepiej jeździło mi się w drugim sektorze. Są tam tylko dwa 'prawdziwe' zakręty, jednak jest tam bardzo ciekawie i odczuwa się to całkiem przyjemnie w samochodzie. FW31 jest dobrze zbalansowany podczas całego okrążenia, jednak tam wydaje się o wiele lepszy niż w innych partiach toru. Po całej zimie testów dobrze jest wyjechać na inny tor i wygląda na to, że jesteśmy na lepszej pozycji, niż myśleliśmy.

Rosberg dyktował tempo także w drugim treningu, gdzie wykręcił wynik 1:26.053. Drugi najlepszy czas wykręcił Barrichello, który stracił do Niemca 0,104 sek. Na trzecim miejscu uplasował się Jarno Trulli z Toyoty, który poprawił się względem pierwszego treningu, gdzie był dwunasty. Tuż za Włochem uplasował się Mark Webber (Red Bull Racing). Kolejne trzy miejsca zajęli Jenson Button, Timo Glock i Kazuki Nakajima. Sebastian Vettel, który został sklasyfikowany na ósmej pozycji, podczas próby ustanowienia szybkiego kółka, wpadł w poślizg. Ostatnie miejsca w pierwszej dziesiątce zajęli Adrian Sutil i Felipe Massa.
Nico Rosberg potwierdził swoją bardzo dobrą dyspozycję, wykręcając najlepszy czas w sobotniej sesji treningowej. Jego wynik wyniósł 1:25.808. Zaledwie o 0,003 sek. wolniej pojechał Jarno Trulli. Trzeci był Jenson Button, który stracił do kierowcy Williamsa 0,173 sek. Kolejne dwa miejsca zajęli Felipe Massa i Kazuki Nakajima. Następnych trzech kierowców, Rubensa Barrichello, Marka Webbera i Timo Glocka, dzieliły 0,3 sek. Dwa ostatnie miejsca w pierwszej dziesiątce wywalczyli kierowcy BMW Sauber, Robert Kubica i Nick Heidfeld.

## Kwalifikacje
W pierwszej części sesji kwalifikacyjnej najszybszy był Rubens Barrichello. Kierowca Brawn GP osiągnął rezultat 1:25.006, o 0,205 sekund lepszy od kolegi zespołowego. Do drugiej części kwalifikacji nie dostali się Giancarlo Fisichella, Adrian Sutil (obaj Force India), Sébastien Buemi i Sébastien Bourdais (obaj Scuderia Toro Rosso) i Nelson Piquet Jr. (Renault).
W drugiej części sobotnich kwalifikacji, również najszybszy okazał się Barrichello, którego wynik 1:24.783, był lepszy o 0,072 sekund ponownie od Jensona Buttona. Do ostatniej części nie zakwalifikowali się Nick Heidfeld (BMW Sauber), Fernando Alonso (Renault), Kazuki Nakajima (Williams) oraz kierowcy McLarena, Heikki Kovalainen i Lewis Hamilton.
Trzecia część sesji kwalifikacyjnej, która decydowała o tym, kto zdobędzie pole position, również była zdominowana przez kierowców stajni Rossa Brawna. Tym razem, w przeciwieństwie do dwóch poprzednich części, najlepszym kierowcą okazał się Jenson Button, który z wynikiem 1:26.202 wyprzedził Rubensa Barrichello o 0,303 sek. Kolejne dwie pozycje zdobyli Sebastian Vettel (Red Bull Racing) i Robert Kubica (BMW Sauber), natomiast czołową piątkę zamknął Nico Rosberg, który był bezkonkurencyjny we wszystkich sesjach treningowych. Dla Jensona Buttona było to czwarte pole position w karierze i pierwsze od Grand Prix Australii 2006.
Po kwalifikacjach, Lewis Hamilton otrzymał karę obniżenia pozycji startowej, w wyniku wymiany skrzyni biegów, w wyniku czego miał startować z ostatniej, 20. pozycji. Kilka godzin po kwalifikacjach, kierowcy Toyoty, Timo Glock i Jarno Trulli zostali wykluczeni z ich wyników, z powodu użycia elastycznych tylnych skrzydeł w samochodzie TF109, w związku z czym obrońca tytułu mistrzowskiego ostatecznie startował z 18. miejsca. Protest złożył Williams, który miał podejrzenia co do samochodów Ferrari F60 i Red Bull RB5, jednak przed północą czasu lokalnego zespół wycofał swoje doniesienie.

## Wyścig

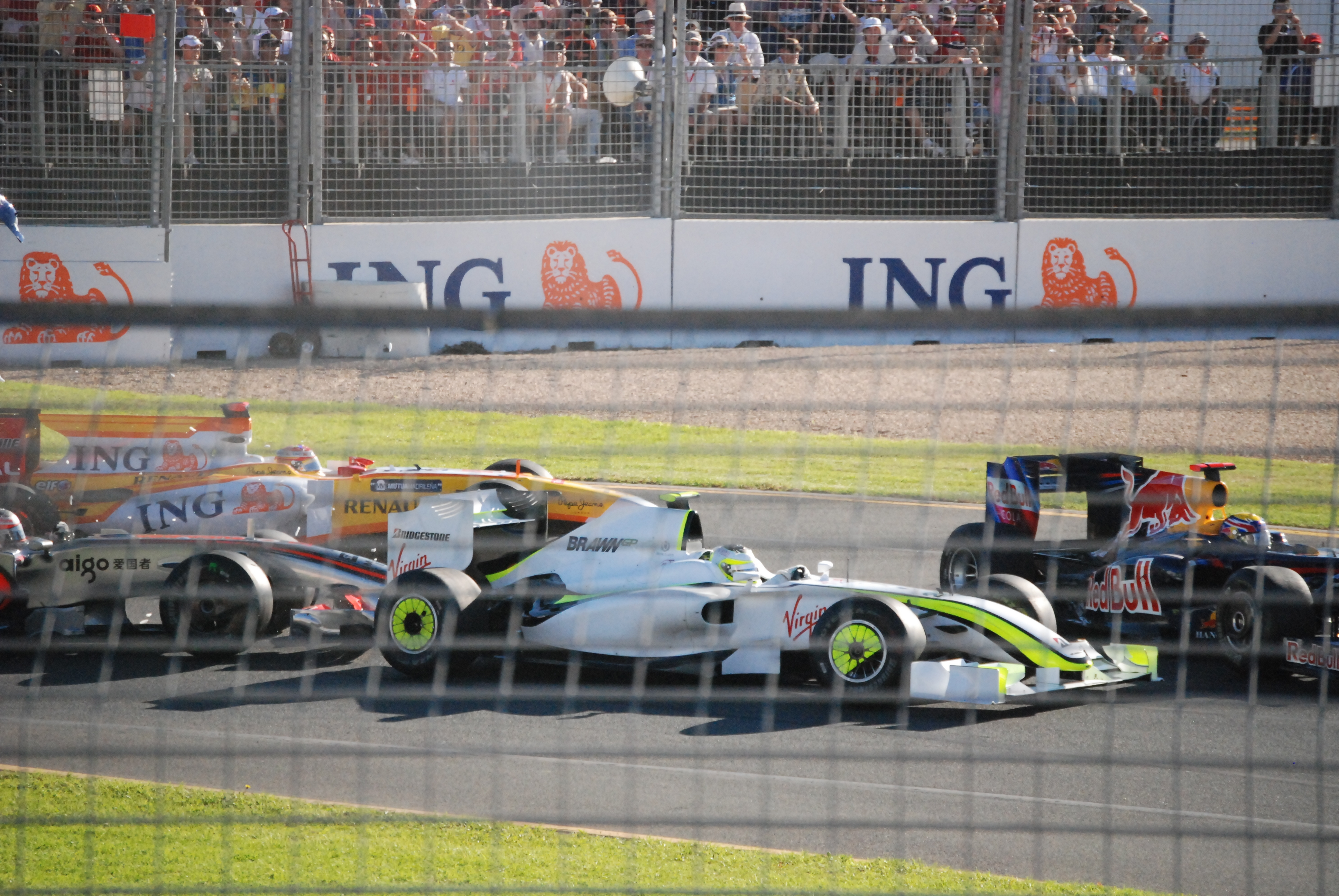
Incydent Rubensa Barrichello na pierwszym zakręcie

Warunki atmosferyczne w dniu wyścigu były podobne jak w piątek i w sobotę. Temperatura powietrza wynosiła 25° C i przez cały czas trwania wyścigu było bezchmurne niebo. Wyścig rozpoczął się o godzinie 17:00 czasu miejscowego. Po starcie, Button utrzymał prowadzenie na pierwszym zakręcie. Tuż za nim podążali Sebastian Vettel, Felipe Massa, Robert Kubica i Kimi Räikkönen. Rubens Barrichello, który miał problemy z wrzuceniem biegu, spadł z drugiego na dziewiątą pozycję. Na pierwszym zakręcie Brazylijczyk uderzył w bok samochodu Marka Webbera, który z kolei wpadł na samochody Nicka Heidfelda, Adriana Sutila i Heikkiego Kovalainena. I właśnie to fiński kierowca jako pierwszy zakończył wyścig, ze względu na poważne uszkodzenia samochodu.
W dalszej części stawki, Lewis Hamilton po starcie z osiemnastej pozycji przesunął się na trzynastą pozycję pod koniec pierwszego okrążenia. Na trzech następnych okrążeniach wyprzedził Bourdais, Fisichellę i Buemiego, awansując do pierwszej dziesiątki. Na czele stawki, Jenson Button powiększał przewagę do czterech sekund, ustanawiając na szóstym okrążeniu najlepszy czas wyścigu – 1:28.787. Tuż za Buttonem dalej plasowali się Vettel, Massa, Kubica i Räikkönen. Na zakręcie 13, Hamilton wyprzedził Piqueta i awansował na dziewiątą pozycję.

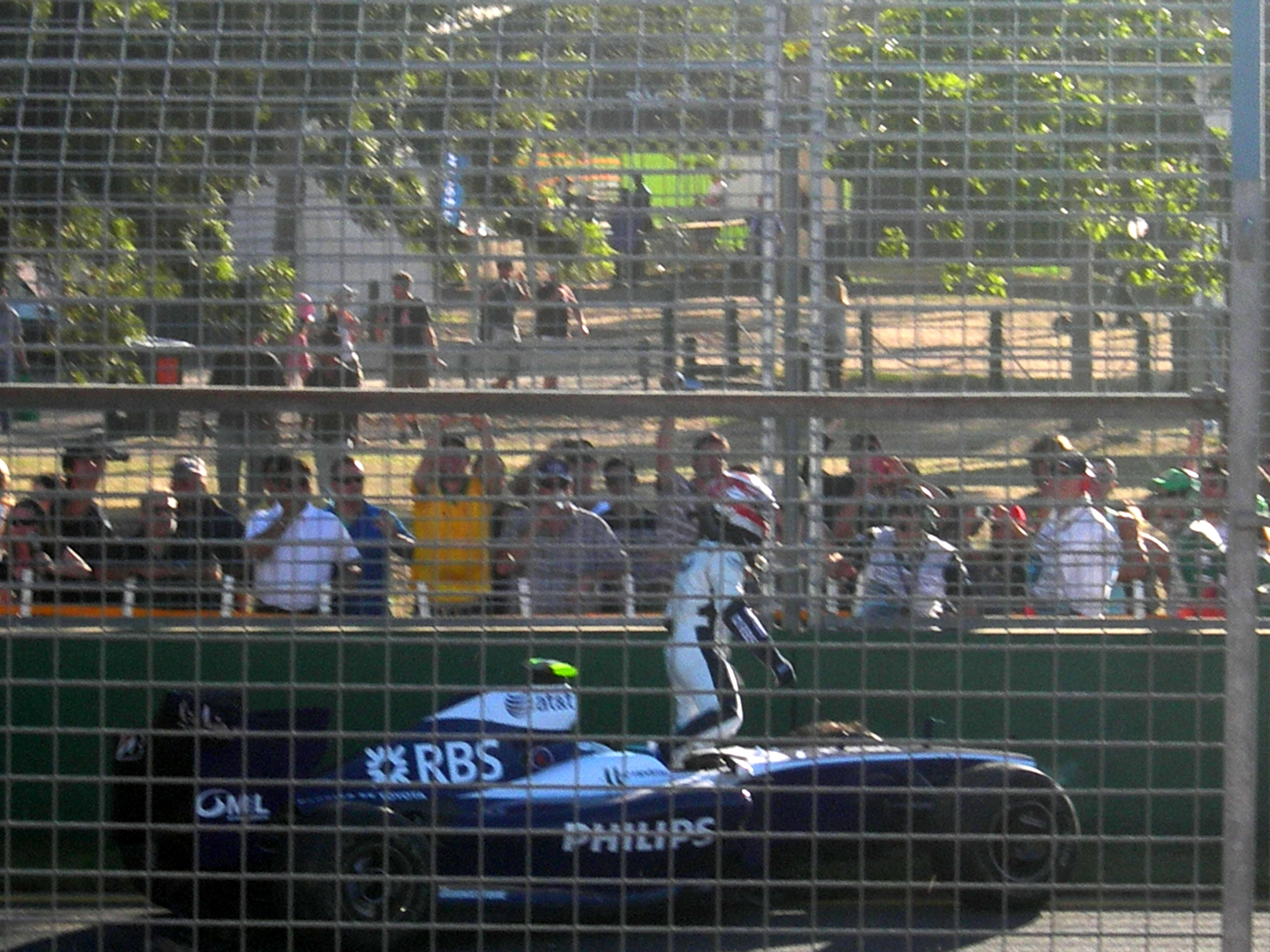
Kazuki Nakajima zakończył wyścig na 18. okrążeniu, doprowadzając do pierwszego wyjazdu samochodu bezpieczeństwa

Na 10. okrążeniu, Nico Rosberg wyprzedził w pierwszym zakręcie będącego na piątej pozycji Kimiego Räikkönena. W tym czasie Räikkönen został spowolniony przez Niemca, co pozwoliło Barrichello dogonić Fina na prostej prowadzącej do zakrętu 3. Tuż przy zakręcie samochód Brazylijczyka uderzył w tył samochodu fińskiego kierowcy, a następnie Barrichello na zakręcie 4 wyprzedził Räikkönena, przesuwając się na szóste miejsce. Fin zjechał do alei serwisowej i zmienił opony na pośrednie, nie zmieniając ich na resztę wyścigu. W ciągu następnych kilku okrążeń nieco się uspokoiło. Na jedenastym okrążeniu na pit-stop zjechali Lewis Hamilton i Felipe Massa, zmieniając opony na pośrednie. Umożliwiło to walkę o trzecią pozycję między Kubicą, Rosbergiem i Barrichello, ponieważ dwaj ostatni dogonili Polaka. Na 12. okrążeniu, do alei serwisowej zjechał Robert Kubica, który był ostatnim kierowcą, który zmienił opony na pośrednie. Button wciąż prowadził w wyścigu, z przewagą 4,3 sekund nad Vettelem. W pierwszej piątce znajdowali się Nico Rosberg, Rubens Barrichello i Kazuki Nakajima. Zarówno Vettel jak i Rosberg zjechali na pit-stop na szesnastym okrążeniu. O ile kierowca Red Bulla utrzymał drugie miejsce, o tyle reprezentant Williamsa, po powolnej wymianie lewej przedniej opony, spadł na dwunaste miejsce.

Pracowaliśmy niezwykle ciężko na to dzisiejsze zwycięstwo, a zobaczenie po całej pracy i poświęceniu Jensona oraz Rubensa stających na pierwszych dwóch stopniach podium zdobytych dla zespołu Brawn GP podczas pierwszego wyścigu sezonu sprawiło nam bezgraniczną satysfakcję. Po tym wszystkim, przez co przeszedł nasz zespół podczas ostatnich kilku miesięcy, jest to dość sensacyjny wynik. To dopiero początek naszej drogi i nie był to idealny wyścig z jakiegokolwiek względu, tak więc postaramy się nauczyć na dzisiejszych błędach i kontynuować poprawę. Musimy rozwijać nasz samochód podczas sezonu jeśli chcemy walczyć o dalsze zwycięstwa oraz o mistrzostwo.

Na 18. okrążeniu, Kazuki Nakajima będący na czwartej pozycji uderzył w bandę przy zakręcie 4. Po jego uderzeniu, przednie skrzydło z samochodu Williamsa znalazło się na środku toru i bezpośrednio na linii wyścigowej. Na następnym kółku, Button zjechał do alei serwisowej i opuścił swoje stanowisko przed wyjazdem na tor samochodu bezpieczeństwa, który był obecny do końca 24. okrążenia. W tym czasie, kilku kierowców postanowiło skorzystać z pit-stopu. Giancarlo Fisichella przegapił swoje stanowisko i zatrzymał się, powodując niebezpieczną sytuację w alei serwisowej. 
Podczas restartu, Button utrzymwał prowadzenie przed Vettelem, Massą, Kubicą i Räikkönen. W czasie neutralizacji, kierowcy narzekali na problemy związane z utrzymaniem odpowiedniej temperatury opon. W walce o szóstą pozycję, Nelson Piquet Jr próbował wyprzedzić Nico Rosberga, jednak brazylijski kierowca stracił przyczepność, wypadł z trasy na pierwszym zakręcie i zakończył start, będąc w żwirowej pułapce. W dalszej części, Glock stracił dwa miejsca dla Hamiltona i Alonso, ponieważ obaj kierowcy mocno wystartowali podczas restartu.
Kolejność wyścigu była taka sama do 31. okrążenia, kiedy Felipe Massa wykonał swój drugi i ostatni pit-stop, wracając na tor na czternastej pozycji. Rob Smedley, inżynier Brazylijczyka, powiedział mu, aby przyspieszył, ponieważ według niego, Kubica i Räikkönen stanowili zagrożenie. Dwa okrążenia później po raz drugi zjechał Trulli. Na 34. okrążeniu, najszybsze okrążenie wykonał Robert Kubica – jego czas wynosił 1:27.989. Polak poprawił swój rezultat dwa okrążenia później. W tym samym momencie, Button powiększał przewagę nad Vettelem, prowadząc już z przewagą pięciu sekund.

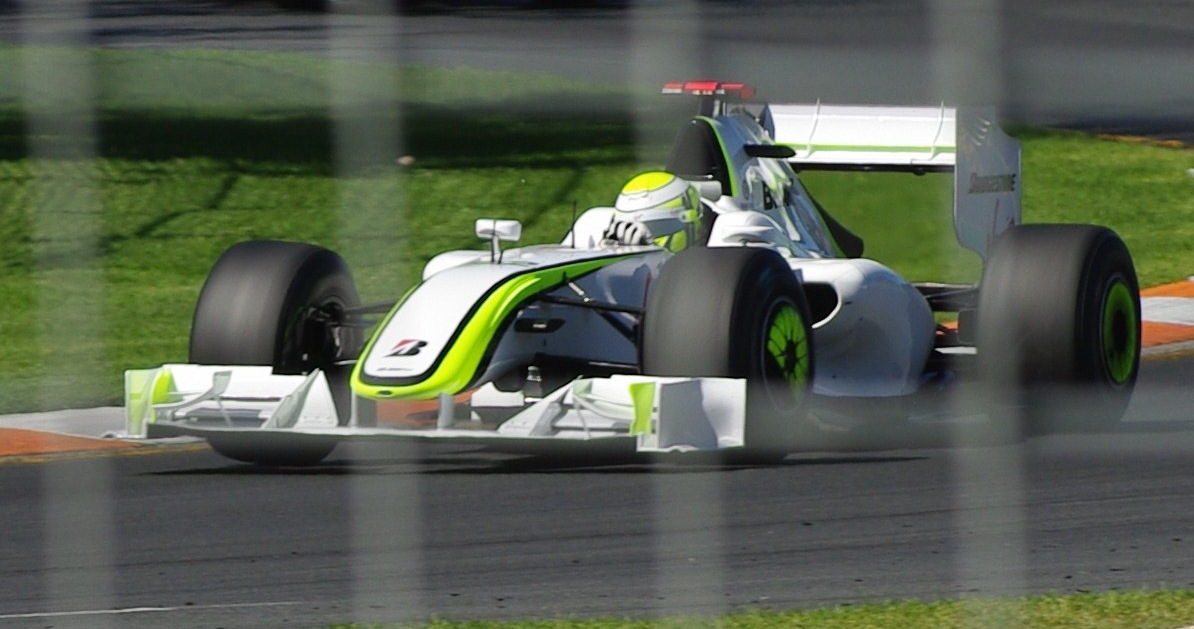
Jenson Button zwyciężył w debiucie zespołu Brawn GP

Kubica, znajdujący się na trzeciej pozycji, zjechał do alei serwisowej na 39. okrążeniu i wrócił na tor na siódmej pozycji, za Hamiltonem. W tym samym czasie, Räikkönen po raz drugi zatrzymał się na postój i wyjechał na dziewiątej pozycji. Buemi awansował na czwarte miejsce, jednak na 41. okrążeniu zjechał na swój drugi pit-stop. Dwa okrążenia później, Fin popełnił błąd podczas zjazdu z zakrętu 13, wykręcił bączka i uderzył delikatnie w bandę. Kierowca Ferrari wrócił do alei serwisowej, aby wykonać nieplanowany postój. Również wtedy na pit-stop zjechał Hamilton, który był trzeci. 
Na kolejnych okrążeniach zjechali Rosberg i Vettel, utrzymując odpowiednio siódmą i drugą pozycję. Na 47. okrążeniu swoją jazdę zakończył Felipe Massa, ponadto swój ostatni postój wykonał Jenson Button. Brytyjczyk miał kłopoty przy tankowaniu, które trwało 13,2 sek., ale mimo tego pozostał na prowadzeniu. Na następnym okrążeniu, Nico Rosberg ustanowił najszybszy czas wyścigu – 1:27.706 i zbliżał się do Timo Glocka. Glock i Barrichello zjechali późno, a kolejność wyścigu na 55. okrążeniu przedstawiała się następująco: Button, Vettel, Kubica, Barrichello, Trulli, Hamilton, Glock, Alonso, Rosberg i Buemi.
Na 55. okrążeniu, Sebastian Vettel popełnił błąd w pierwszej szykanie i Robert Kubica próbował to wykorzystać, atakując go po zewnętrznej stronie zakrętu 3. Niemiec stracił jednak przyczepność i uderzył w bok samochodu polskiego kierowcy, uszkadzając przednie skrzydło zarówno w swoim samochodzie, jak i w samochodzie Kubicy. Kierowca Red Bulla wyjechał jednym z kół na trawę, następnie wpadł poślizg i uszkodził przednie zawieszenie. Na następnym zakręcie, Kubica wypadł z toru i uderzył w bandę. Tym samym reprezentant BMW Sauber po raz trzeci z rzędu nie ukończył wyścigu na Albert Park. Swój udział na tym samym okrążeniu zakończył Kimi Räikkönen. Vettel, po kolizji z Kubicą, próbował kontynuować jazdę, jednak na 56. okrążeniu zatrzymał się na poboczu. Kolizja Polaka z Niemcem doprowadziła do drugiego wyjazdu samochodu bezpieczeństwa. Zgodnie z art. 40.14 Regulaminu Sportowego Formuły 1, samochód bezpieczeństwa wjechał na metę, a kierowcy przejechali linię start-meta bez wyprzedzania. Tym samym Button zapewnił Brawn GP zwycięstwo w debiucie, po prowadzeniu wyścigu od początku do końca. Drugi był Rubens Barrichello i tym samym zapewnił nowej stajni dublet. Na trzecim miejscu dojechał Jarno Trulli, choć były wątpliwości, co do wyprzedzenia Hamiltona w trakcie neutralizacji. Kolejne miejsca zajęli Timo Glock, Fernando Alonso, Nico Rosberg i Sébastien Buemi, który stał się pierwszym Szwajcarem od czasu Marka Surera w Grand Prix Włoch 1985, który zdobył punkty w wyścigu Formuły 1.

## Po wyścigu

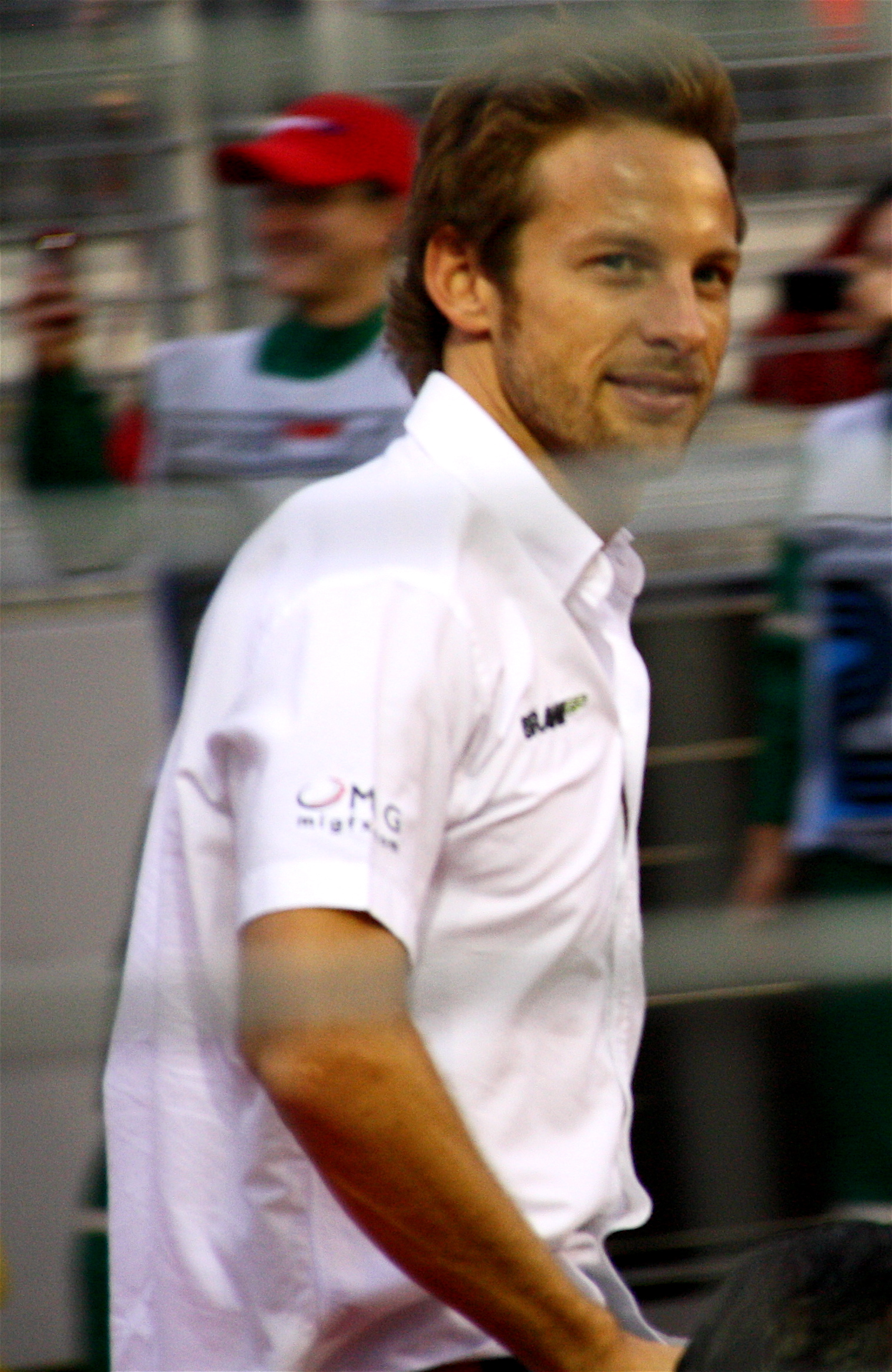
Jenson Button, zdobywca pole position i zwycięzca wyścigu

Trzech najlepszych kierowców pojawiło się na podium i później na konferencji prasowej. Jenson Button mówił, czy wyścig był dla niego łatwy, prowadząc od początku do końca rundy, chociaż nie obyło się bez problemów:

Pierwsze okrążenia były dla mnie bardzo udane i byłem w stanie złapać odpowiedni rytm, jednak po pojawieniu się samochodu bezpieczeństwa miałem olbrzymie problemy z dogrzaniem opon. Bolid dobijał przez to do podłoża i tuż przed zjazdem samochodu bezpieczeństwa spłaszczyłem przednią oponę w bolidzie. Potem musiałem się zmagać ze sporymi wibracjami, a do tego nie najlepszym światłem. Jazda na czele może być łatwa, jednak tym razem taka nie była, mówię wam.

Button otrzymał pytanie także o emocje i odczucia związane ze zdobyciem przez kierowców Brawna dubletu w wyścigu, co było pierwszym przypadkiem od Grand Prix Francji 1954, gdzie zwyciężył Juan Manuel Fangio w Mercedesie. Brytyjczyk odpowiedział:

To nie tylko dla mnie, ale dla całego zespołu. To niczym bajkowe zakończenie naszego pierwszego wspólnego wyścigu i wierzę w to że będziemy w stanie to kontynuować i wiem, że będziemy walczyć aby utrzymać ten samochód konkurencyjny, pomimo ograniczonych zasobów walczyć w czołówce. Cały zespół wykonał świetną robotę i musimy to kontynuować, ponieważ jesteśmy teraz tu gdzie myślę, że zasługujemy by być i będziemy nad tym ciężko pracować. Dziękuję bardzo zespołowi i teraz udajemy się do Malezji.

Barrichello, zajmując drugie miejsce, zdobył pierwsze podium od Grand Prix Wielkiej Brytanii 2008 i jednocześnie było to najwyższe miejsce od Grand Prix Stanów Zjednoczonych 2005, w którym wystartowało zaledwie sześciu kierowców. Pochwalił siłę swojego samochodu, ponieważ brał udział w kilku incydentach podczas wyścigu. Zastanawiał się także nad nieudanym początkiem startu, który ostatecznie doprowadził do pierwszego z jego incydentów, na pierwszym zakręcie.

Zostałem uderzony z tyłu i uderzyłem kogoś z przodu. Tak jak Jenson powiedział, to był trudny wyścig, ale po starcie nawet nie przyszło mi na myśl, że ukończę wyścig na podium. Wcisnąłem przycisk zapobiegający zgaśnięciu silnika, więc samochód wrzucił na luz. Powróciłem do normalnego stanu całkiem szybko, ale straciłem tempo w porównaniu do rywali i zostałem uderzony przez bolid McLarena z tyłu, co spowodowało, że zarzuciło moim samochodem i uderzyłem kogoś naprawdę mocno. Myślałem, że samochód jest już zbytnio uszkodzony po tym wypadku, ale przetrwał go nawet nieźle, choć w pierwszym przejeździe nos mojego bolidu zaczął się rozpadać i straciłem stabilność podczas hamowania, kiedy uderzyłem też w bolid Kimiego Raikkonena. On zamknął drzwi i nie mogłem go w żaden sposób ominąć. Miałem wiele zróżnicowanych odczuć w czasie wyścigu, ale to był fantastyczny dzień. Wystartowałem drugi i mogłem tylko mieć nadzieję, że znajdę się o jedną pozycję wyżej, ale po takim starcie cieszę się z tego miejsca, które zająłem.

Jarno Trulli był zadowolony z trzeciego miejsca, choć były wątpliwości, co do sytuacji podczas okresu neutralizacji. Włoch tak ocenił swój rezultat:

Cóż, po wczorajszym rozczarowaniu to był dobry dzień, szczególnie dla zespołu. Wystartowałem z pit-lane i miałem na tyle szczęścia, że uniknąłem kolizji w pierwszym zakręcie. Od tego czasu tylko cisnąłem, cisnąłem i cisnąłem bardzo mocno, ponieważ samochód był dobry. To jest dobry wynik i chcę podziękować mojemu zespołowi Panasonic Toyota Racing, ponieważ włożyli w to dużo wysiłku i ten wynik dedykuje im za to, że zimą wykonali fantastyczną pracę, aby dać mi bardzo dobry samochód. Dzięki temu po wczorajszym dniu zdołaliśmy się podnieść i pokazaliśmy, że jesteśmy w stanie dobrze wykonywać naszą pracę

Po wyścigu zbadano sprawę kolizji Sebastiana Vettela i Roberta Kubicy. Sędziowie orzekli winę niemieckiego kierowcy i ukarali go karą przesunięcia o dziesięć pozycji na starcie do następnego wyścigu, Grand Prix Malezji. Ponadto, Red Bull Racing otrzymało karę finansową w wysokości 50 tysięcy dolarów za nienakazanie kierowcy zjazdu z toru mimo poważnych uszkodzeń samochodu.
Również po wyścigu postanowiono o doliczeniu 25 sekund kary na Jarno Trullego. Stewardzi stwierdzili, że Włoch odzyskał pozycję wyprzedzając Hamiltona podczas okresu neutralizacji. Tak Trulli wypowiedział się po informacji o nałożonej na niego karze:

Trudno wręcz wyrazić słowami, jak bardzo jestem rozczarowany faktem, że ukończywszy wyścig na trzeciej pozycji znalazłem się w wyniku kary tak daleko. Kiedy SC wyjechał na tor pod koniec wyścigu, Lewis Hamilton wyprzedził mnie, ale wkrótce potem nagle zwolnił i zjechał na bok. Myślałem, że ma problem, więc wyprzedziłem go, bo nic innego nie mogłem zrobić w tej sytuacji. Jedyne, co mogę teraz zrobić to powiedzieć dziękuję zespołowi, który wykonał fantastyczną pracę. To, że byliśmy w stanie walczyć o podium i to startując z pit-lane jest ich zasługą

Kara dla Włocha spowodowała awans kilku kierowców w klasyfikacji wyścigu i do punktowanego miejsca awansował Sébastien Bourdais.

### Liegate
Po decyzji o nałożeniu kary dla włoskiego kierowcy, zespół Panasonic Toyota Racing zadeklarował, że odwoła się od tej decyzji. Sędziowie orzekli, że prawdopodobnie ich apelacja zostanie odrzucona, podobnie jak to było z Lewisem Hamiltonem podczas Grand Prix Belgii 2008. Mimo tego, Toyota poinformowała, że zamierza złożyć odwołanie w ciągu 48 godzin od zakończenia wyścigu, jednak później japoński zespół postanowił się z tego wycofać, cytując art. 152 paragraf 5 Regulaminu Sportowego F1. Wcześniej Hamilton, w wywiadzie dla amerykańskiej telewizji SpeedTV przyznał, że McLaren nakazał mu przepuszczenie Trullego.
Sprawa między Trullim a Hamiltonem została ponownie rozpatrzona przed wyścigiem w Malezji, ponieważ pojawiły się nowe dowody w tej sprawie. Dowodem miała być rozmowa Lewisa Hamiltona z zespołem pod koniec wyścigu, gdy na torze pojawił się samochód bezpieczeństwa. Wcześniej Jarno Trulli, w wywiadzie dla gazety New Strait Times powiedział:

FIA naprawdę podjęła złą decyzję. Mamy wszystkie dowody, wliczając w to przyznanie się Hamiltona, że nie wyprzedziłem go. Po prostu mnie przepuścił. W takich okolicznościach, Hamilton miał problem i zwolnił, prawie zatrzymując się i pozwolił mi, abym go wyprzedził. Nie mogłem nic innego zrobić, jak jechać dalej, a w tym celu musiałem go wyprzedzić

Pozornie, za namową McLarena, Lewis Hamilton w dalszym ciągu upierał się, że nie otrzymał polecenia od zespołu, aby przepuścić Trullego, pomimo odtworzenia nagrania takiej instrukcji. Sędziowie stwierdzili, że Hamilton i McLaren wprowadzili ich w błąd, zaprzeczając dostępnym dowodom, wobec czego Brytyjczyk został zdyskwalifikowany, natomiast Jarno Trulli odzyskał trzecie miejsce. Dyrektor sportowy McLarena, Dave Ryan został zawieszony przez zespół dzień po ogłoszeniu dyskwalifikacji Hamiltona. 7 kwietnia 2009 poinformowano, że McLaren został wezwany do stawienia się przed Światową Radą Sportów Motorowych FIA, w dniu 29 kwietnia. Brytyjskiej stajni postanowiono pięć zarzutów dot. złamania art. 151c Międzynarodowego Kodeksu Sportowego. Tego samego dnia, McLaren oficjalnie poinformował o rozstaniu się z Ryanem.
29 kwietnia, podczas obrad Światowej Rady Sportów Motorowych FIA, McLaren przyznał się do pięciu zarzutów, dot. złamania art. 151c Międzynarodowego Kodeksu Sportowego. Brytyjski zespół został wykluczony na trzy wyścigi, zawieszając karę na okres roku.

### Sprawa spornych dyfuzorów
W czasie Grand Prix Malezji, BMW Sauber złożył protest w związku z dyfuzorami w samochodach ekip Brawn GP, Toyota i Williams. 14 kwietnia, Trybunał Apelacyjny FIA podtrzymał decyzję, uznając dyfuzory w tych samochodach za zgodne z regulaminem.

## Lista startowa
| Nr | Kierowca             | Zespół                       | Samochód          | Silnik            | Opony |
| -- | -------------------- | ---------------------------- | ----------------- | ----------------- | ----- |
| 1  | Lewis Hamilton       | Vodafone McLaren Mercedes    | McLaren MP4-24    | Mercedes FO108W   | B     |
| 2  | Heikki Kovalainen    | Vodafone McLaren Mercedes    | McLaren MP4-24    | Mercedes FO108W   | B     |
| 3  | Felipe Massa         | Scuderia Marlboro Ferrari    | Ferrari F60       | Ferrari 056       | B     |
| 4  | Kimi Räikkönen       | Scuderia Marlboro Ferrari    | Ferrari F60       | Ferrari 056       | B     |
| 5  | Robert Kubica        | BMW Sauber F1 Team           | BMW Sauber F1.09  | BMW P86/9         | B     |
| 6  | Nick Heidfeld        | BMW Sauber F1 Team           | BMW Sauber F1.09  | BMW P86/9         | B     |
| 7  | Fernando Alonso      | ING Renault F1 Team          | Renault R29       | Renault RS27-2009 | B     |
| 8  | Nelson Piquet Jr.    | ING Renault F1 Team          | Renault R29       | Renault RS27-2009 | B     |
| 9  | Jarno Trulli         | Panasonic Toyota Racing      | Toyota TF109      | Toyota RVX-09     | B     |
| 10 | Timo Glock           | Panasonic Toyota Racing      | Toyota TF109      | Toyota RVX-09     | B     |
| 11 | Sébastien Bourdais   | Scuderia Toro Rosso          | Toro Rosso STR4   | Ferrari 056       | B     |
| 12 | Sébastien Buemi      | Scuderia Toro Rosso          | Toro Rosso STR4   | Ferrari 056       | B     |
| 14 | Mark Webber          | Red Bull Racing              | Red Bull RB5      | Renault RS27-2009 | B     |
| 15 | Sebastian Vettel     | Red Bull Racing              | Red Bull RB5      | Renault RS27-2009 | B     |
| 16 | Nico Rosberg         | AT&T WilliamsF1 Team         | Williams FW31     | Toyota RVX-09     | B     |
| 17 | Kazuki Nakajima      | AT&T WilliamsF1 Team         | Williams FW31     | Toyota RVX-09     | B     |
| 20 | Adrian Sutil         | Force India Formula One Team | Force India VJM02 | Mercedes FO108W   | B     |
| 21 | Giancarlo Fisichella | Force India Formula One Team | Force India VJM02 | Mercedes FO108W   | B     |
| 22 | Jenson Button        | Brawn GP Formula One Team    | Brawn BGP 001     | Mercedes FO108W   | B     |
| 23 | Rubens Barrichello   | Brawn GP Formula One Team    | Brawn BGP 001     | Mercedes FO108W   | B     |
| Nr | Kierowca             | Zespół                       | Samochód          | Silnik            | Opony |

## Wyniki

### Sesje treningowe
| Sesja | Nr | Kierowca     | Konstruktor     | Czas     | Okr. |
| ----- | -- | ------------ | --------------- | -------- | ---- |
| 1     | 16 | Nico Rosberg | Williams-Toyota | 1:26.687 | 19   |
| 2     | 16 | Nico Rosberg | Williams-Toyota | 1:26.053 | 36   |
| 3     | 16 | Nico Rosberg | Williams-Toyota | 1:25.808 | 21   |

### Kwalifikacje
| Poz. | Nr | Kierowca             | Konstruktor          | Q1       | Q2       | Q3       | Poz. s. |
| --- | --- | -------------------- | -------------------- | -------- | -------- | -------- | ------- |
| 1 | 22 | Jenson Button        | Brawn-Mercedes       | 1:25.211 | 1:24.855 | 1:26.202 | 1       |
| 2 | 23 | Rubens Barrichello   | Brawn-Mercedes       | 1:25.006 | 1:24.783 | 1:26.505 | 2       |
| 3 | 15 | Sebastian Vettel     | Red Bull-Renault     | 1:25.938 | 1:25.121 | 1:26.830 | 3       |
| 4 | 5 | Robert Kubica        | BMW Sauber           | 1:25.922 | 1:25.152 | 1:26.914 | 4       |
| 5 | 16 | Nico Rosberg         | Williams-Toyota      | 1:25.846 | 1:25.123 | 1:26.973 | 5       |
| 6 | 10 | Timo Glock           | Toyota               | 1:25.499 | 1:25.281 | 1:26.975 | PIT     |
| 7 | 3 | Felipe Massa         | Ferrari              | 1:25.844 | 1:25.319 | 1:27.033 | 6       |
| 8 | 9 | Jarno Trulli         | Toyota               | 1:26.194 | 1:25.265 | 1:27.127 | PIT     |
| 9 | 4 | Kimi Räikkönen       | Ferrari              | 1:25.899 | 1:25.380 | 1:27.163 | 7       |
| 10 | 14 | Mark Webber          | Red Bull-Renault     | 1:25.427 | 1:25.241 | 1:27.246 | 8       |
| 11 | 6 | Nick Heidfeld        | BMW Sauber           | 1:25.827 | 1:25.504 | -        | 9       |
| 12 | 7 | Fernando Alonso      | Renault              | 1:26.026 | 1:25.605 | -        | 10      |
| 13 | 17 | Kazuki Nakajima      | Williams-Toyota      | 1:26.074 | 1:25.607 | -        | 11      |
| 14 | 2 | Heikki Kovalainen    | McLaren-Mercedes     | 1:26.184 | 1:25.726 | -        | 12      |
| 15 | 1 | Lewis Hamilton       | McLaren-Mercedes     | 1:26.454 | -        | -        | 18      |
| 16 | 12 | Sébastien Buemi      | Toro Rosso-Ferrari   | 1:26.503 | -        | -        | 13      |
| 17 | 8 | Nelson Piquet Jr.    | Renault              | 1:26.598 | -        | -        | 14      |
| 18 | 21 | Giancarlo Fisichella | Force India-Mercedes | 1:26.677 | -        | -        | 15      |
| 19 | 20 | Adrian Sutil         | Force India-Mercedes | 1:26.742 | -        | -        | 16      |
| 20 | 11 | Sébastien Bourdais   | Toro Rosso-Ferrari   | 1:26.964 | -        | -        | 17      |
| Poz. | Nr | Kierowca             | Konstruktor          | Q1       | Q2       | Q3       | Poz. s. |
| \| Legenda \| Legenda \| \| ------------------------ \| ---------------------------------------------------------------------------------------------------------------------------------------------------------------------------------------------------------------------------------------------------------------- \| \| Poz. Nr Q1 Q2 Q3 Poz. s. \| Pozycja zajęta w sesji kwalifikacyjnej Numer startowy kierowcy Wynik uzyskany w pierwszej części kwalifikacji Wynik uzyskany w drugiej części kwalifikacji Wynik uzyskany w trzeciej części kwalifikacji Pozycja startowa po uwzględnięniu kar, przesunięć, itp. \| | |                      |                      |          |          |          |         |
| Legenda | |                      |                      |          |          |          |         |
| Poz. Nr Q1 Q2 Q3 Poz. s. | Pozycja zajęta w sesji kwalifikacyjnej Numer startowy kierowcy Wynik uzyskany w pierwszej części kwalifikacji Wynik uzyskany w drugiej części kwalifikacji Wynik uzyskany w trzeciej części kwalifikacji Pozycja startowa po uwzględnięniu kar, przesunięć, itp. |                      |                      |          |          |          |         |

### Waga samochodów przed rozpoczęciem wyścigu
| Waga poszczególnych bolidów przed wyścigiem |
| ------------------------------------------- |
|                                             |

### Wyścig
| P                 | + / –     | Nr | Kierowca             | Konstruktor          | Okr. | Czas / Strata | Komentarz                         |
| ----------------- | --------- | -- | -------------------- | -------------------- | ---- | ------------- | --------------------------------- |
| 1                 | Bez zmian | 22 | Jenson Button        | Brawn-Mercedes       | 58   | 1h34:15.784   |                                   |
| 2                 | Bez zmian | 23 | Rubens Barrichello   | Brawn-Mercedes       | 58   | +0:00.807     |                                   |
| 3                 | 17        | 9  | Jarno Trulli         | Toyota               | 58   | +0:01.604     | [ c ]                             |
| 4                 | 15        | 10 | Timo Glock           | Toyota               | 58   | +0:04.435     |                                   |
| 5                 | 5         | 7  | Fernando Alonso      | Renault              | 58   | +0:04.879     |                                   |
| 6                 | 1         | 16 | Nico Rosberg         | Williams-Toyota      | 58   | +0:05.722     |                                   |
| 7                 | 6         | 12 | Sébastien Buemi      | Toro Rosso-Ferrari   | 58   | +0:06.004     |                                   |
| 8                 | 9         | 11 | Sébastien Bourdais   | Toro Rosso-Ferrari   | 58   | +0:06.298     |                                   |
| 9                 | 7         | 20 | Adrian Sutil         | Force India-Mercedes | 58   | +0:06.335     |                                   |
| 10                | 1         | 6  | Nick Heidfeld        | BMW Sauber           | 58   | +0:07.085     |                                   |
| 11                | 4         | 21 | Giancarlo Fisichella | Force India-Mercedes | 58   | +0:07.374     |                                   |
| 12                | 4         | 14 | Mark Webber          | Red Bull-Renault     | 57   | +1 okr.       |                                   |
| 13                | 10        | 15 | Sebastian Vettel     | Red Bull-Renault     | 56   | +2 okr.       | kolizja z Kubicą                  |
| 14                | 10        | 5  | Robert Kubica        | BMW Sauber           | 55   | +3 okr.       | kolizja z Vettelem                |
| 15                | 8         | 4  | Kimi Räikkönen       | Ferrari              | 55   | +3 okr.       | dyferencjał                       |
| Niesklasyfikowani |           |    |                      |                      |      |               |                                   |
|                   |           | 3  | Felipe Massa         | Ferrari              | 45   |               | zawieszenie                       |
|                   |           | 8  | Nelson Piquet Jr.    | Renault              | 24   |               | wypadł z toru                     |
|                   |           | 17 | Kazuki Nakajima      | Williams-Toyota      | 17   |               | wypadek                           |
|                   |           | 2  | Heikki Kovalainen    | McLaren-Mercedes     | 0    |               | uszkodzenia po kolizji z Webberem |
| Zdyskwalifikowani |           |    |                      |                      |      |               |                                   |
|                   |           | 1  | Lewis Hamilton       | McLaren-Mercedes     | 58   | +0:02.914     | [ d ]                             |
| P                 | + / –     | Nr | Kierowca             | Konstruktor          | Okr. | Czas / Strata | Komentarz                         |

### Najszybsze okrążenie
| Nr | Kierowca     | Konstruktor     | Czas     | Okr. |
| -- | ------------ | --------------- | -------- | ---- |
| 16 | Nico Rosberg | Williams-Toyota | 1:27.706 | 48   |

### Prowadzenie w wyścigu
| Nr                              | Kierowca      | Okrążenia | Suma |
| ------------------------------- | ------------- | --------- | ---- |
| 22                              | Jenson Button | 1-58      | 58   |
| \| Wykres \| \| ------ \| \| \| |               |           |      |
| Wykres                          |               |           |      |
|                                 |               |           |      |

## Klasyfikacja po wyścigu

### Kierowcy
| P                 | +/− | Kierowca             | Starty | Punkty | P1 | P2 | P3 | PP | NO | NS |
| ----------------- | --- | -------------------- | ------ | ------ | -- | -- | -- | -- | -- | -- |
| 1                 | N   | Jenson Button        | 1      | 10     | 1  | -  | -  | 1  | -  | -  |
| 2                 | N   | Rubens Barrichello   | 1      | 8      | -  | 1  | -  | -  | -  | -  |
| 3                 | N   | Jarno Trulli         | 1      | 6      | -  | -  | 1  | -  | -  | -  |
| 4                 | N   | Timo Glock           | 1      | 5      | -  | -  | -  | -  | -  | -  |
| 5                 | N   | Fernando Alonso      | 1      | 4      | -  | -  | -  | -  | -  | -  |
| 6                 | N   | Nico Rosberg         | 1      | 3      | -  | -  | -  | -  | 1  | -  |
| 7                 | N   | Sébastien Buemi      | 1      | 2      | -  | -  | -  | -  | -  | -  |
| 8                 | N   | Sébastien Bourdais   | 1      | 1      | -  | -  | -  | -  | -  | -  |
| 9                 | N   | Adrian Sutil         | 1      | -      | -  | -  | -  | -  | -  | -  |
| 10                | N   | Nick Heidfeld        | 1      | -      | -  | -  | -  | -  | -  | -  |
| 11                | N   | Giancarlo Fisichella | 1      | -      | -  | -  | -  | -  | -  | -  |
| 12                | N   | Mark Webber          | 1      | -      | -  | -  | -  | -  | -  | -  |
| 13                | N   | Sebastian Vettel     | 1      | -      | -  | -  | -  | -  | -  | -  |
| 14                | N   | Robert Kubica        | 1      | -      | -  | -  | -  | -  | -  | -  |
| 15                | N   | Kimi Räikkönen       | 1      | -      | -  | -  | -  | -  | -  | -  |
| Niesklasyfikowani |     |                      |        |        |    |    |    |    |    |    |
| -                 |     | Felipe Massa         | 1      | -      | -  | -  | -  | -  | -  | 1  |
| -                 |     | Nelson Piquet Jr.    | 1      | -      | -  | -  | -  | -  | -  | 1  |
| -                 |     | Kazuki Nakajima      | 1      | -      | -  | -  | -  | -  | -  | 1  |
| -                 |     | Heikki Kovalainen    | 1      | -      | -  | -  | -  | -  | -  | 1  |
| -                 |     | Lewis Hamilton       | 1      | -      | -  | -  | -  | -  | -  | 1  |
| P                 | +/− | Kierowca             | Starty | Punkty | P1 | P2 | P3 | PP | NO | NS |

### Konstruktorzy
| P                 | +/− | Konstruktor          | Starty | Punkty | P1 | P2 | P3 | PP | NO | NS |
| ----------------- | --- | -------------------- | ------ | ------ | -- | -- | -- | -- | -- | -- |
| 1                 | N   | Brawn-Mercedes       | 2      | 18     | 1  | 1  | -  | 1  | -  | -  |
| 2                 | N   | Toyota               | 2      | 11     | -  | -  | 1  | -  | -  | -  |
| 3                 | N   | Renault              | 2      | 4      | -  | -  | -  | -  | -  | 1  |
| 4                 | N   | Williams-Toyota      | 2      | 3      | -  | -  | -  | -  | 1  | 1  |
| 5                 | N   | Toro Rosso-Ferrari   | 2      | 3      | -  | -  | -  | -  | -  | -  |
| 6                 | N   | Force India-Mercedes | 2      | -      | -  | -  | -  | -  | -  | -  |
| 7                 | N   | BMW Sauber           | 2      | -      | -  | -  | -  | -  | -  | -  |
| 8                 | N   | Red Bull-Renault     | 2      | -      | -  | -  | -  | -  | -  | -  |
| 9                 | N   | Ferrari              | 2      | -      | -  | -  | -  | -  | -  | 1  |
| Niesklasyfikowani |     |                      |        |        |    |    |    |    |    |    |
| -                 |     | McLaren-Mercedes     | 2      | -      | -  | -  | -  | -  | -  | 2  |
| P                 | +/− | Konstruktor          | Starty | Punkty | P1 | P2 | P3 | PP | NO | NS |